# Gradisjte (distrikt i Bulgarien, Pleven)
Gradisjte (bulgariska: Градище) är ett distrikt i Bulgarien.   Det ligger i kommunen Obsjtina Levski och regionen Pleven, i den centrala delen av landet, 170 km öster om huvudstaden Sofia.
Trakten runt Gradisjte består till största delen av jordbruksmark. Runt Gradisjte är det ganska glesbefolkat, med 48 invånare per kvadratkilometer.